# Brachypsectra fuscula
Brachypsectra fuscula – gatunek chrząszcza z rodziny Brachypsectridae. Występuje w krainie orientalnej; znany jest tylko z lokalizacji typowej w Singapurze.

## Taksonomia
Gatunek ten opisany został po raz pierwszy w 1930 roku przez Kennetha G. Blaira na podstawie pojedynczego samca odłowionego w 1905 roku w Singapurze. W 2006 roku ukazał się piórem Cleide Costy i współpracowników przegląd przedstawicieli rodzaju Brachypsectra wraz z redeskrypcją B. fuscula.

## Morfologia
Holotypowy samiec ma 6 mm długości ciała, którego kształt jest spłaszczony i podługowaty. Ubarwienie jest żółtawobrązowe z jaśniejszym spodem i pokrywami. Nieco szersza niż dłuższa głowa osadzona jest głęboko w przedtułowiu. Oczy złożone są duże i kulistawe. Czułki u mają człony od szóstego do dziesiątego grzebykowane. Żuwaczki są małe i jednozębne. Przedplecze jest prawie trapezowate w zarysie i ma boczne brzegi w nasadowych ⅔ bardzo słabo zbiegające ku przodowi, dopiero dalej silnie zbieżne. Na powierzchni przedplecza występuje żeberko nasadowe, ale brak jest żeberek sublateralnych przed tylnymi kątami. Tylna krawędź przedplecza jest trójfalista. Tarczka jest mniej więcej tak szeroka jak długa, w zarysie prawie trapezowata, gwałtownie wyniesiona. Pokrywy u samca są od 1,7 raza dłuższe niż szerokie, o bokach lekko rozbieżnych od barków do ⅔ długości i dalej stopniowo zbieżnych ku wspólnie zaokrąglonemu szczytowi. Odnóża są smukłe, długie, pozbawione ostróg na goleniach, zakończone pięcioczłonowymi stopami o niezmodyfikowanych pazurkach. Genitalia samca mają symetryczny, trójpłatowy edeagus z tak długą jak szeroką fallobazą. Paramery są u podstawy mniej więcej tak szerokie jak u szczytu, nieprzewężone w części wierzchołkowej, o prostej i silnie ukośnej krawędzi odsiebnej. Boczne wyrostki paramer są ostre i umieszczone przedwierzchołkowo. Prącie ma lekko zakrzywione i umiarkowanie szeroko rozbieżne rozpórki nasadowe, a boki nieco faliste, od środka długości zwężające się ku prawie zaostrzonemu szczytowi.